# Charles Brackenbury
Charles Brackenbury (ur. 1 lutego 1907 roku, zm. 2 listopada 1959 roku) – brytyjski kierowca wyścigowy.

## Kariera
W wyścigach samochodowych Brackenbury poświęcił się głównie startom w wyścigach samochodów sportowych. W latach 1934-1935, 1937, 1939, 1949-1950 Brytyjczyk pojawiał się w stawce 24-godzinnego wyścigu Le Mans. W pierwszym sezonie startów uplasował się na ósmej pozycji w klasie 1.1. Rok później odniósł zwycięstwo w klasie 1.5, stawając jednocześnie na najniższym stopniu podium klasyfikacji generalnej. Sukces ten powtórzył w sezonie 1939 w klasie 5. Po wojnie, w 1950 roku był drugie w klasie S 3.0.